# Night of Terror
Night of Terror è un film del 1933, diretto da Benjamin Stoloff.

## Trama
Un maniaco sta commettendo diversi omicidi in uno stretto torno di tempo ed in una località circoscritta, in prossimità della mansione dei Rinehart. Qui Arthur Hornsby, il nipote di Richard Rinehart, sta compiendo degli esperimenti segreti grazie ai quali, con l’aiuto di una sostanza di sua invenzione, afferma che riuscirà a vivere senza bisogno di ossigeno: per questo motivo, convocati i membri dell’accademia scientifica, una sera si fa rinchiudere in una bara e sotterrare per un periodo di otto ore, allo scadere delle quali, all’alba, dovrà venire disseppellito.
Il maniaco intanto sta aggirandosi attorno alla casa dei Reinhard, dove si verificano alcuni omicidi, fra i quali quello di un taxista, e quello di Richard. Nel testamento si prevede che le sostanze del defunto passino in parti uguali non solo ai parenti, ma anche al personale di servizio di Richard: tutti gli eredi sono presenti nella casa sorvegliata dalla polizia, nella notte. Tuttavia vengono uccisi anche John, il fratello di Richard, e Sika, una donna di servizio. I sospetti si incentrano su un altro servitore, Degar, ma, mentre si dissotterra e si scoperchia prima del momento previsto la bara, che viene trovata vuota, e mentre il maniaco, che aveva rapito Mary, la figlia di Richard, viene infine ucciso, sarà proprio Degar a suggerire la veritiera versione dei fatti: gli omicidi non sono opera del maniaco, ma di Arthur che, tramite passaggi segreti era uscito dalla propria sepoltura e aveva cominciato ad assassinare alcuni degli eredi, allo scopo di ottenere una somma più sostanziosa, sperando di poter addossare la colpa al maniaco.